# Cantonul Vitry-le-François-Est
Cantonul Vitry-le-François-Est este un canton din arondismentul Vitry-le-François, departamentul Marne, regiunea Champagne-Ardenne, Franța.

## Comune
- Ablancourt
- Aulnay-l'Aître
- Bignicourt-sur-Marne
- La Chaussée-sur-Marne
- Couvrot
- Frignicourt
- Lisse-en-Champagne
- Luxémont-et-Villotte
- Marolles
- Merlaut
- Saint-Amand-sur-Fion
- Saint-Lumier-en-Champagne
- Saint-Quentin-les-Marais
- Soulanges
- Vitry-en-Perthois
- Vitry-le-François (parțial, reședință)